# DKM Darlehnskasse Münster
Die DKM Darlehnskasse Münster eG ist eine katholische Bank in Münster. Mit einer Bilanzsumme von ca. 5 Milliarden Euro zählt die DKM zu den großen Genossenschaftsbanken in Deutschland.

## Geschichte
Die Bank wurde im Jahr 1961 als „Darlehnskasse der Kirchengemeinden und kirchlichen Einrichtungen im Bistum Münster eGmbH“ gegründet. Im Jahre 1974 erfolgte die Umfirmierung in „Darlehnskasse der Kirchengemeinden und kirchlichen Einrichtungen im Bistum Münster eG“. Noch im selben Jahr erfolgte eine weitere Umfirmierung, diesmal in den Namen „Darlehnskasse im Bistum Münster eG“, bevor sie 1995 in „DKM Darlehnskasse Münster eG“ umbenannt wurde.
Die DKM Darlehnskasse Münster eG gehört zu den jüngsten Kreditgenossenschaften in Nordrhein-Westfalen. 1958 regte die Diözesansynode an, „zur Förderung der zahlreichen und großen kirchlichen und caritativen Anliegen einen zentralen Geldausgleich in gegenseitiger Hilfe und Solidarität“ ins Leben zu rufen. Die Gründung fand am 24. Januar 1961 im Münsteraner Collegium Borromaeum statt, am 6. März 1961 erfolgte die Eintragung in das Genossenschaftsregister beim Amtsgericht Münster. Zu den ersten Mitgliedern zählten 93 juristische Personen – das Bistum Münster, Kirchengemeinden und kirchliche Einrichtungen – sowie 17 Privatpersonen.
Von der Einrichtung der Darlehnskasse versprach sich das Bistum Münster ein speziell auf den Bedarf der kirchlichen Kunden zugeschnittenes Leistungsangebot. Wesentliche Aufgaben in den 1960er Jahren waren der Bau von Kirchen und kirchlicher Einrichtungen wie Kindergärten und Krankenhäuser. Die Bank war und ist für die Abwicklung des Zahlungsverkehrs unter den katholischen Kirchengemeinden im Bistum, den kirchlichen Verbänden sowie den Anstalten, Stiftungen und Einrichtungen kirchlicher oder karitativer Art zuständig. Auch Privatpersonen können ihren Geldverkehr sowie ihre Anlagen und Kredite über die DKM Darlehnskasse durchführen, sofern sie in einem Dienstverhältnis zu den Einrichtungen der katholischen Kirche stehen.
Die Räumlichkeiten im bischöflichen Generalvikariat am Spiegelturm in Münster, in der die Bank am 1. April 1961 ihre Geschäfte mit knapp einem Dutzend Angestellten aufgenommen hatte, erwiesen sich bald als nicht mehr ausreichend. Die Bank bezog im Jahr 1969 neue gemietete Büroräume in der Magdalenenstraße. Zum Ende des Geschäftsjahres 1976 gehörten alle Kirchengemeinden und nahezu alle Einrichtungen der katholischen Kirche im Bistum der Darlehnskasse an, die Zahl der Mitglieder belief sich zu dieser Zeit auf gut 2.300. Entsprechend dem gestiegenen Geschäftsaufkommen wurde der Wunsch nach eigenen Räumlichkeiten immer dringlicher. Im Jubiläumsjahr 1976 konnten die zu dieser Zeit 35 Mitarbeiter ein eigenes Verwaltungsgebäude am Horsteberg, unmittelbar am Dom in Münster, beziehen. Schon neunzehn Jahre später, 1995, erfolgte ein neuer Umzug, diesmal zum Breul, wo auch für ein weiteres Wachstum ausreichend Platz zur Verfügung stand.
In den 1990er Jahren dehnte sich der Geschäftsbezirk der DKM Darlehnskasse Münster nach Norden aus. Ab 1992 wurden die Gemeinden des Bistums Osnabrück betreut, 1995 kam auch das neu gegründete Erzbistum Hamburg hinzu. Mittlerweile hat die DKM Kunden in ganz Deutschland.
Im ersten Vierteljahrhundert ihres Bestehens stellte die Bank ihren Mitgliedern 3443 Kredite in einer Gesamthöhe von 891 Millionen DM zur Verfügung. Ferner wurden in diesem Zeitraum knapp 20 Millionen DM an Spendengelder für kirchliche und soziale Einrichtungen gewährt. Auch mit Sachspenden wurde und wird die Arbeit der kirchlichen Institutionen gefördert.
Die DKM Darlehnskasse Münster eG versteht sich ihrem Selbstverständnis zufolge als „Partner für Kirche und Caritas“.
Gemessen an ihrer Bilanzsumme von ca. 5 Milliarden Euro, zählt die DKM zu den 50 größten Genossenschaftsbanken in Deutschland (von insgesamt knapp 700 Genossenschaftsbanken).

## Rechtsverhältnisse
Die DKM Darlehnskasse Münster eG ist im Genossenschaftsregister beim Amtsgericht Münster unter GnR 356 eingetragen.

## Organisationsstruktur
Rechtsgrundlagen sind das Genossenschaftsgesetz und die durch die Generalversammlung beschlossene Satzung. Organe der Bank sind der Vorstand, der Aufsichtsrat und die Generalversammlung.

## Sicherungseinrichtung
Die DKM Darlehnskasse Münster eG ist der amtlich anerkannten Sicherungseinrichtung des Bundesverbandes der Deutschen Volksbanken und Raiffeisenbanken GmbH und der zusätzlichen freiwilligen Sicherungseinrichtung des Bundesverbandes der Deutschen Volksbanken und Raiffeisenbanken e.V. angeschlossen.

## Geschäftsausrichtung
Die DKM Darlehnskasse Münster eG ist die Hausbank kirchlicher institutioneller Kunden, zum anderen betreibt sie das Privatkundengeschäft als Universalbankgeschäft. Im Verbundgeschäft arbeitet sie mit der DZ Bank, R+V Versicherung, Bausparkasse Schwäbisch Hall, Teambank, VR Smart Finanz, DZ Hyp und der Union Investment zusammen.

## Stiftung DKM Darlehnskasse Münster
Die Stiftung DKM Darlehnskasse Münster ist im Jahr 2004 gegründet worden und verfügt ein Stiftungskapital von 5 Millionen Euro. In den ersten 10 Jahren nach der Gründung wurden über 450 Projekte mit rund 1,5 Mio. Euro unterstützt.